# Cosas de dos
Cosas de dos es una serie española de televisión, de 13 episodios, emitida en 1984 por TVE.

## Argumento
En tono de comedia la serie relata la no siempre fácil convivencia de pareja entre Gonzalo (Nicolás Dueñas) un fotógrafo que trabaja por cuenta propia y Lola (Covadonga Cadenas), actriz en paro, que con frecuencia cae en ensoñaciones que le transportan a sus mundos imaginarios. Ensoñaciones y locuras, alentadas por su madre Ángela (Margot Cottens) y que Gonzalo intenta soportar estóicamente.

## Reparto
El elenco estuvo formado en los principales papeles por Covadonga Cadenas (Lola), Nicolás Dueñas (Gonzalo); Margot Cottens (Ángela), Pilar Barrera (Claudia) y Antonio Gamero (Padre de Lola). Junto a ellos, una amplia lista de secundarios y actores episódicos que incluye a David Díaz, Mireia Ross, Manuel Alexandre, Francisco Algora, José Luis Coll, Félix Navarro, Antonio Iranzo, África Pratt, Guillermo Montesinos, Paco Racionero y Mariano Venancio.

## Episodios
- Señas de identidad (23 de febrero de 1984)
- Yaco (1 de marzo de 1984)
- La prueba (15 de marzo de 1984)
- Un Otelo de andar por casa (22 de marzo de 1984)
- La prima carnal (29 de marzo de 1984)
- El soldado desconocido (5 de abril de 1984)
- Mikel (19 de abril de 1984)
- Clonix (26 de abril de 1984)
- El chequeo (3 de mayo de 1984)
- La boda (31 de mayo de 1984)